# Sarntal
Sarntal (italià Sarentino) és un municipi italià, dins de la província autònoma de Tirol del Sud. És un dels municipis del districte i de Salten-Schlern. L'any 2007 tenia 6.671 habitants. Comprèn les fraccions de Sarnthein (Sarentino), Aberstückl (Sonvigo), Agratsberg (Acereto), Astfeld (Campolasta), Auen (Prati), Ausserpens (Pennes di Fuori), Dick (Spessa), Durnholz (Valdurna), Essenberg (Montessa), Gebracksberg (Campo di Ronco), Gentersberg, Glern (Collerno), Innerpens (Pennes di Dentro), Kandelsberg, Muls (Mules), Niederwangen (Vangabassa), Nordheim (Villa), Öttenbach (Riodeserto), Putzen (Pozza), Reinswald (S.Martino), Riedelsberg (Montenovale), Rungg, Steet (Stetto), Trienbach (Trina), Unterreinswald (Boscoriva), Vormeswald (Selva di Vormes), Weissenbach (Riobianco) i Windlahn (Lana al Vento). Limita amb els municipis de Hafling, Freienfeld, Klausen, Franzensfeste, Mölten, Ratschings, Ritten, Jenesien, St. Leonhard in Passeier, Schenna, Vahrn, Vöran i Villanders.

## Situació lingüística
| Pertinença lingüística (cens 2001) | 97,44% alemany |
| Pertinença lingüística (cens 2001) | 1,45% italià   |
| Pertinença lingüística (cens 2001) | 0,11% ladí     |

## Administració

Territori comunal

| Període | Identitat           | Partit |
| ------- | ------------------- | ------ |
| 2004-   | Franz Thomas Locher | SVP    |